# Toy Story 3 (trilha sonora)
Toy Story 3 é a trilha sonora original do filme de mesmo nome, dirigido por Lee Unkrich. O álbum foi lançado em 15 de junho de 2010 pela gravadora Walt Disney Records e suas faixas foram compostas por Randy Newman, sendo o sexto trabalho do compositor para a Pixar, depois das trilhas musicais de Toy Story, A Bug's Life, Toy Story 2, Monsters, Inc. e Carros.

## Produção
O diretor Lee Unkrich foi bastante específico quanto aos aspectos que desejava enfatizar na trilha musical do longa-metragem. Ele solicitou, por exemplo, que o compositor transmitisse "um toque ao estilo de Carl Stalling" em determinadas cenas, como a da primeira fuga de Woody da creche Sunnyside, momento no qual todas as ações dos brinquedos são realçadas por percussão musical, além de apoiadas por efeitos sonoros.
Em meados de 2010, no Festival ShoWest em Las Vegas, o filme foi exibido com uma trilha sonora temporária, posteriormente substituída pela partitura de Newman, incluindo a canção "Electric Eye", do Judas Priest, na sequência de abertura. Nesse momento, os três aliens de brinquedo estão em um carro esportivo e vão trocando de estação de rádio e pode-se ouvir muito do material composto por Newman para outros filmes, como partituras não utilizadas em Air Force One, que acabaram sendo incorporadas a "Cowboy!", "Come to Papa" e "The Claw", faixas instrumentais da trilha de Toy Story 3. A cena do incinerador, por sua vez, foi acompanhada por uma partitura de Terminator 2: Judgment Day, cuja atmosfera industrial e sons metálicos influenciaram parcialmente no resultado final. Newman, seguindo as instruções do diretor, compôs músicas muito semelhantes às presentes nesta trilha temporária. Os poucos novos temas foram dedicados a Lotso, para o qual foram compostas faixas com muito acordeão e gaita, com o propósito de refletir a personalidade intensa do personagem, descrito pelo diretor como "um cavalheiro sulista com sotaque de Nova Orleans".
O filme apresenta várias canções que não foram incluídas no álbum da trilha sonora, como "Dream Weaver" de Gary Wright, "Le Freak" de Chic e a versão original de "You've Got a Friend in Me" de Newman. As duas únicas canções não instrumentais originais do filme são um cover em espanhol de "You've Got a Friend in Me", do grupo Gipsy Kings (gravado no Abbey Road Studios), e "We Belong Together", uma canção pop rock escrita por Newman, cuja letra fala de duas pessoas que percebem que precisam unir suas vidas. O compositor inicialmente a concebeu como um dueto e imaginava que o estúdio traria jovens vozes para o projeto, "como, digamos, John Mayer e Katy Perry" para cantá-la. Entretanto, a ideia foi descartada e definiu-se que era melhor o próprio Newman executá-la, também em favor da continuidade musical com os filmes anteriores.

## Faixas
Todas as faixas escritas e compostas por Randy Newman. 
| N.º            | Título                                                                | Duração |  |
| 1.             | "We Belong Together"                                                  | 4:03    |  |
| 2.             | "You've Got a Friend in Me (para Buzz Español)" (com The Gipsy Kings) | 2:15    |  |
| 3.             | "Cowboy!"                                                             | 4:11    |  |
| 4.             | "Garbage?"                                                            | 2:41    |  |
| 5.             | "Sunnyside"                                                           | 2:20    |  |
| 6.             | "Woody Bails"                                                         | 4:40    |  |
| 7.             | "Come to Papa"                                                        | 2:06    |  |
| 8.             | "Go See Lotso"                                                        | 3:37    |  |
| 9.             | "Bad Buzz"                                                            | 2:22    |  |
| 10.            | "You Got Lucky"                                                       | 5:59    |  |
| 11.            | "Spanish Buzz"                                                        | 3:31    |  |
| 12.            | "What About Daisy?"                                                   | 2:07    |  |
| 13.            | "To The Dump"                                                         | 3:51    |  |
| 14.            | "The Claw"                                                            | 3:57    |  |
| 15.            | "Going Home"                                                          | 3:22    |  |
| 16.            | "So Long"                                                             | 4:55    |  |
| 17.            | "Zu-Zu (Ken's Theme)"                                                 | 0:35    |  |
| Duração total: | Duração total:                                                        | 56:18   |  |

## Lançamento e recepção
A Disney disponibilizou a trilha inicialmente apenas para download digital, em 15 de junho de 2010, sendo o segundo caso (o primeiro foi Up) em que a empresa não lançou em compact disc a trilha musical premiada de um filme da Pixar. No entanto, em janeiro de 2012, a gravadora Intrada Records lançou a trilha sonora de Toy Story 3 em CD.
No iTunes, o álbum foi inicialmente avaliado com quatro estrelas e meia de cinco. Em resenha publicada na Empire, Danny Graydon avaliou o álbum com quatro estrelas de cinco, elogiando-o como um "trabalho orquestral energético, alegre e adequadamente emocional para o final da saga Toy Story. James Southall, do website Movie Wave, também deu a mesma avaliação à trilha, considerando-a "uma ótima partitura, muito divertida, sendo uma experiência auditiva muito mais coerente que as partituras anteriores de Newman na série", enquanto que Jonathan Broxton, do Movie Music UK, expressou opinião semelhante, avaliando o filme com três estrelas e meia. Por outro lado, o site Filmtracks.com deu ao álbum três estrelas, avaliando a partitura como "eficaz, mas de forma alguma memorável", ao passo que Vince Chang, do Tracksounds.com deu sete estrelas de 10 ao lançamento, comentando: "Enquanto Newman faz alguns esforços nobres, viajando em território desconhecido para a franquia, a trilha sonora se esforça muito para fazer demais, e (assim como os brinquedos e Andy neste terceiro filme) perde sua identidade original."

### Reconhecimento
"We Belong Together" foi indicada ao Oscar de Melhor Canção Original na cerimônia de 2011, na qual foi apresentada juntamente com as outras músicas candidatadas na categoria, e acabou vencendo o prêmio, o segundo Oscar de Newman por melhor canção. No mesmo ano, a obra também foi nomeada ao prêmio de Melhor Canção no Broadcast Film Critics Association Award e Newman recebeu, ainda, o Grammy Awards de Melhor Trilha Orquestrada de Mídia Visual.

### Desempenhos nas paradas musicais
| País/Parada (2010)                     | Melhor posição |
| -------------------------------------- | -------------- |
| Estados Unidos - Billboard Soundtracks | 16             |
| México - AMPROFON                      | 8              |